# Ruelle de la Planchette
Ne doit pas être confondu avec Impasse de la Planchette.
La ruelle de la Planchette est une voie située dans le quartier de Bercy du 12e arrondissement de Paris.

## Situation et accès
La ruelle de la Planchette est accessible par la ligne 6 du métro à la station Dugommier.

## Origine du nom
Elle porte le nom d'un ancien lieu-dit de la proximité d'un ancien égout qui desservait l'abbaye Saint-Antoine, sur lequel était jeté un passage servant à la chaussée de Charenton. 

## Historique

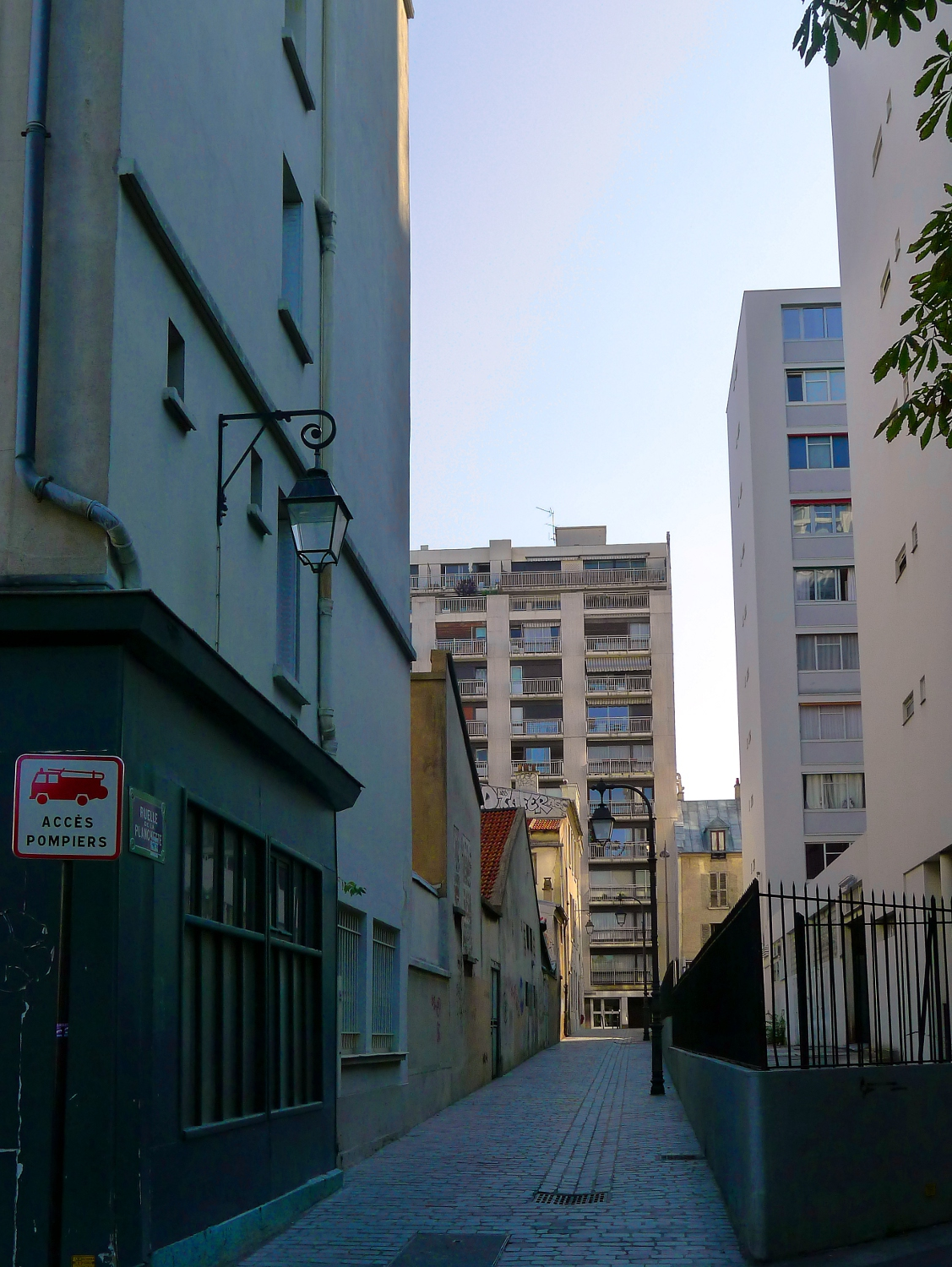
Ruelle de la Planchette vue en 2011 depuis la rue du Charolais.

Cet ancien chemin menant aux champs cultivés au XIXe siècle est indiqué sur le plan de Verniquet de 1789. Au-delà de l'enceinte des fermiers généraux (actuel boulevard de Bercy), la ruelle se prolongeait dans la commune de Bercy sous le nom de rue de la Planchette jusqu'à la rue de Bercy. La rue a été supprimée dans cette ancienne commune lors de l'acquisition des terrains en 1847 par la compagnie du chemin de fer de Paris à Lyon.
La ruelle est un court vestige de cette rue.
La rue de l'église de cette ancienne commune qui aboutissait rue de la Planchette et desservait l'ancienne église de Bercy a totalement disparu depuis cette date sous les voies ferrées.